# Cottus extensus
Cottus extensus är en fiskart som beskrevs av Bailey och Bond, 1963. Cottus extensus ingår i släktet Cottus och familjen simpor. IUCN kategoriserar arten globalt som sårbar. Inga underarter finns listade i Catalogue of Life.